# Brevitalea aridisoli
Brevitalea aridisoli é uma bactéria do gênero Brevitalea que foi isolada do solo de savana de Mashare, na Namíbia.